# Andreas Nikolai de Saint-Aubain
Andreas Nikolai de Saint-Aubain, mest känd under pseudonymen Carl Bernhard, född 18 november 1798, död 25 november 1865, var en dansk författare. 
Saint-Aubain var på fädernet av fransk börd och hans mor var kusin till Gyllembourg-Ehrensvärd och faster till Andreas Buntzen. Saint-Aubain blev 1818 student och hade tänkt bli diplomat, men ägnade sig uteslutande åt litterära studier och sällskapslivet. År 1828 författade han i sin syssling Johan Ludvig Heibergs "Flyvende post" en liten berättelse, och det var Heiberg, som hittade på pseudonymen.
1834-39 utgav han fem band noveller, som i livlig och klar stil skildrade den tidens sociala liv, i synnerhet de högre samhällsklassernas levnadssätt. Även om planen i dessa arbeten ofta var osäker, karaktärsteckningen ytlig och Saint-Aubains iakttagelser sällan nådde djupare, vann dock hans noveller mycket bifall och fann en stor läsekrets, även i utlandet och översattes till svenska, tyska och holländska. De bästa anses vara Commisionairen, Børneballet och Lykkens yndling (skildring av den diplomatiska världen). År 1840 utgav Saint-Aubain romanen Gamle minder, en intressant bild av Struensees samtid, och 1846-50 skrev han, utan synnerligt stor historisk kunskap, Kroniker fra Kong Christian II:s Tid och Kroniker fra Erik af Pommerns Tid. 1849 utkom novellen To venner (idén efter Auerbach).